# Candidula
Candidula é um género de gastrópode  da família Hygromiidae.
Este género contém as seguintes espécies:
- Candidula arganica
- Candidula belemensis
- Candidula camporroblensis
- Candidula castriota
- Candidula cavannae
- Candidula codia
- Candidula fiorii
- Candidula gigaxii
- Candidula grovesiana
- Candidula intersecta
- Candidula lernaea
- Candidula najerensis
- Candidula olisippensis
- Candidula rhabdotoides
- Candidula rocandioi
- Candidula setubalensis
- Candidula soosiana
- Candidula spadae
- Candidula syrensis
- Candidula ultima
- Candidula unifasciata
- Candidula verticillata